# Philippus Bononius
Philippus Bononius (Bononii), född 1593, död 1669 i Locknevi socken, var en svensk präst i Locknevi församling.

## Biografi
Philippus Bononius föddes 1593. Han var son till kyrkoherden Bonde Holstani i Furingstads församling och Sigrid Laurin. Bononius prästvigdes 1620 och blev samma år hovpredikant hos pfaltzgreven Johan Kasimir av Pfalz-Zweibrücken på Stegeborg. Han blev 1630 komminister i Jonsbergs församling och 1634 kyrkoherde i Locknevi församling. Bononius blev prost och avled 1669 i Locknevi socken.
Bononius gifte sig första gången med Margaretha Ewertsdotter. Hon var dotter till en engelsk köpman i Söderköping. De fick tillsammans barnen Edvard Ehrenstéen (1620–1686), Margaretha, Erik (död 1656), Gustaf Ehrenstéen (1636–1677).
Bononius gifte sig andra gången med Anna Eriksdotter. De fick tillsammans barnen Maria (död 1739) och Elisabeth.